# 포토저널리즘
포토저널리즘(photojournalism)은 언론에서 사진이나 그림에 중점을 두어 보도하는 것을 말한다. 언론의 한 분야로 글 대신 사진 자체로 사건을 보도하거나, 기사를 보충한다. 원래는 사진을 의미하나 나아가 동영상을 의미하기도 한다. 포토저널리즘 활동을 하는 사람을 포토 저널리스트 또는 사진기자라고 부른다.
보도 사진이란 신문, 잡지 등의 언론 매체에 실리는 사진을 말하며, 뉴스 사진과 상징 사진으로 나뉜다. 뉴스 사진은 뉴스 가치를 가진 사실을 찍은 사진이며, 상징 사진은 뉴스와는 직접적인 관련이 없지만 장식이나 미화를 위해 사용된 사진을 말한다. 보도 사진 밑에는 사진의 내용을 설명하는 캡션(caption)이 달린다.

## 같이 보기
- 퓰리처상